# Międzybórz (gmina)
Międzybórz – gmina miejsko-wiejska w województwie dolnośląskim, w powiecie oleśnickim. W latach 1975–1998 gmina położona była w województwie kaliskim.
Siedziba gminy to Międzybórz.
Według danych z 31 grudnia 2010 gminę zamieszkiwało 5091 osób. Natomiast według danych z 31 grudnia 2017 roku gminę zamieszkiwało 5096 osób.
Według danych z 30 czerwca 2020 roku gminę zamieszkiwały 5102 osoby.

## Struktura powierzchni
Według danych z roku 2002 gmina Międzybórz ma obszar 88,62 km², w tym:
- użytki rolne: 47%
- użytki leśne: 41%

Gmina stanowi 8,44% powierzchni powiatu.

## Demografia

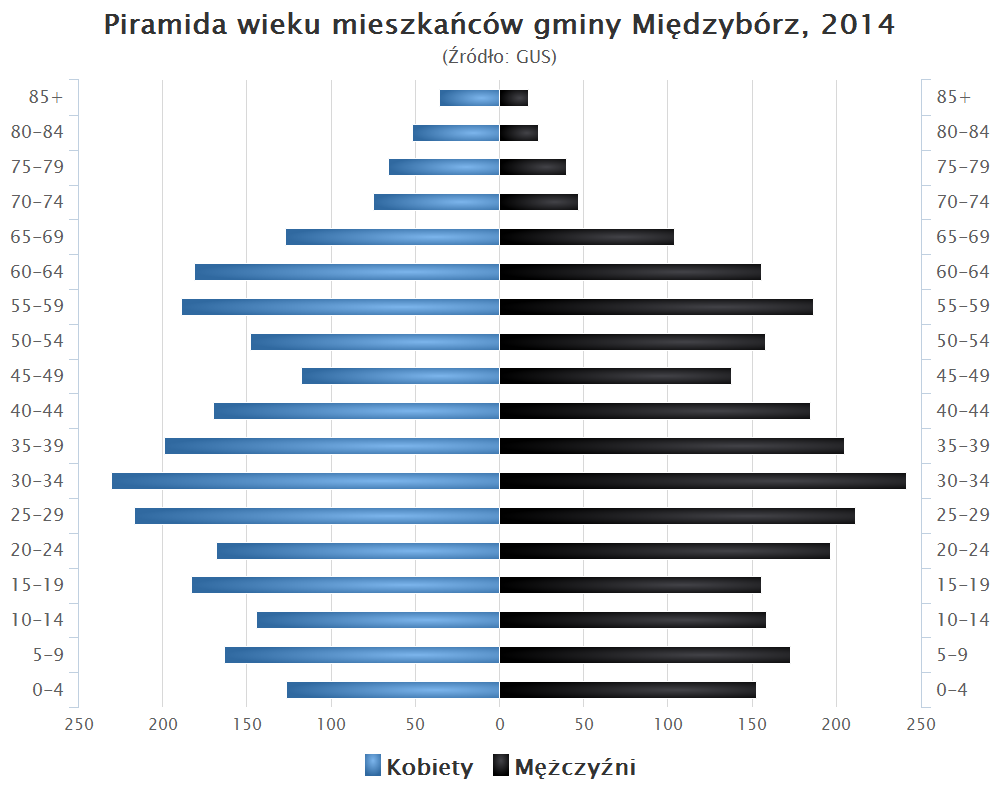
Piramida wieku mieszkańców gminy Międzybórz w 2014 roku

Dane z 30 czerwca 2004:
| Opis                              | Ogółem | Ogółem | Kobiety | Kobiety | Mężczyźni | Mężczyźni |
| --------------------------------- | ------ | ------ | ------- | ------- | --------- | --------- |
| jednostka                         | osób   | %      | osób    | %       | osób      | %         |
| populacja                         | 4988   | 100    | 2527    | 50,7    | 2461      | 49,3      |
| gęstość zaludnienia (mieszk./km²) | 56,3   | 56,3   | 28,5    | 28,5    | 27,8      | 27,8      |

## Ochrona przyrody
Na obszarze gminy znajduje się rezerwat przyrody Gola chroniący naturalny bór mieszany z wyspowym stanowiskiem jodły na jej północno-zachodniej granicy naturalnego zasięgu.

## Sąsiednie gminy
Kobyla Góra, Sośnie, Syców, Twardogóra